# Roberto Goyeneche
Roberto Goyeneche, född 29 januari 1926, död 27 augusti 1994, var en argentinsk tangosångare, som förkroppsligade bohemarketypen från 1950-talets Buenos Aires och blev en levade legend i den lokala musikmiljön.